# Arduico II di Brema
Arduico II di Brema, in tedesco Hartwig, chiamato anche Arduico (Hartwig) di Uthlede, (XII secolo – 3 novembre 1207) è stato un arcivescovo cattolico tedesco, principe-arcivescovo di Brema dal 1185 al 1190 e di fatto nuovamente dal 1192 al 1207. Egli è considerato uno degli ideatori della crociata livoniana.

## Biografia

### L'elezione e la Livonia
Proveniente da una famiglia di ministeriales bremesi di Uthlede, Arduico/Hartwig fu canonico del duomo di Brema e cancelliere del duca Enrico il Leone di Sassonia, della stirpe dei Welfen, prima di diventare principe arcivescovo nel 1185. Quando il capitolo della cattedrale di Brema lo elesse principe arcivescovo, l'atto venne considerato come un trionfo guelfo dato il clima politico.
Un canonico di nome Meinardo, originario del monastero agostiniano di Segeberg (nella diocesi di Arduico/Hartwig), era attivo a Ikšķile tra i pagani Livoniani, apparentemente tentando di ottenere conversioni attraverso la predicazione. Nel 1186, un anno dopo l'inizio dell'episcopato di Arduico/Hartwig, il principe-arcivescovo intervenne e gli conferì lo status di vescovo, assumendo di fatto il controllo degli sforzi missionari in loco. Lo storico Eric Christiansen ha ritenuto che questo facesse parte del tentativo di Arduico/Hartwig di resuscitare l'antica gloria della sua sede, quando «aveva esercitato autorità su tutto il mondo settentrionale». I documenti papali del 1188 indicano che il vescovato che era stato stabilito «in Russia» da Meinardo fu riconosciuto dal papato come subordinato al principe arcivescovo di Brema. In Livonia, nonostante un ulteriore decennio di attività, il vescovo Meinardo fece pochi progressi e morì nel 1196.

### La sottomissione di Ditmasch e la rivolta di Brema
Nel 1186 Arduico/Hartwig e il suo balivo (Vogt) di Brema confermarono il privilegio Gelnhausen, con il quale Federico Barbarossa concesse alla città di Brema notevoli privilegi. La città venne riconosciuta come entità politica con diritto proprio. Le proprietà entro i confini comunali non potevano essere soggette a signoria feudale, e ciò valeva anche per i servi che acquisivano proprietà in essa e, se riuscivano a vivere in città per un anno e un giorno, dovevano essere considerati persone libere. La proprietà doveva essere ereditata liberamente senza pretese feudali di reversione (allodiazione di beni immobili). Questo privilegio pose le basi per il successivo status di immediatezza imperiale di Brema.
Arduico/Hartwig preparò la soggezione della repubblica dei contadini liberi oltre l'Elba di Ditmarsch, appartenente religiosamente all'arcidiocesi di Brema ma che rifiutavano la dominazione secolare di essa. L'arcivescovo convinse Adolfo III di Schauenburg, conte di Holstein, a rinunciare alla sua pretesa sulla città in cambio di quote regolari da loro riscosse agli abitanti di Ditmarsh. Nel 1187 e nel 1188 Arduico/Hartwig e il suo alleato Maurizio I, conte di Oldenburg, alla testa delle loro truppe invasero Ditmarsh. I contadini liberi promisero di pagargli le tasse, per rimangiarsi la parola, una volta che lui e i suoi soldati se ne fossero andati. Gli abitanti di Ditmarsch ottennero il sostegno di Valdemaro, amministratore del ducato di Schleswig e vescovo di Schleswig. Arduico/Hartwig, dovendo le tasse a Adolfo III e la paga dei soldati a Maurizio I, era in trappola. Dovette cedere le tasse di tre anni, riscosse dalle famiglie ministeriali di Brema, a Maurizio I e Adolfo III. Arduico/Hartwig cercò quindi di imporre una tassa extra di 200 marchi di Brema sui borghesi della città di Brema, ma la città rifiutò tale imposizione e ottennero il sostegno dell'imperatore Federico I, che la città aveva aiutato con cocche completamente equipaggiate utilizzate nella terza crociata per la Terra Santa. Tra l'aprile e il giugno del 1189 la disputa tra la città e il principe arcivescovo degenerò fino al tumulto, tanto che Arduico/Hartwig dovette lasciare la città.

### Dalla parte guelfa e la deposizione
Mentre Federico I, insieme al re Riccardo I d'Inghilterra e - tra gli altri - Adolfo III, partiva per la terza crociata, il rivale assoggettato di Federico, Enrico il Leone, cognato di Riccardo, promise di stare tranquillo durante il suo esilio in Inghilterra. Invece Enrico tornò nel settembre 1189 e Arduico/Hartwig lo accolse calorosamente a Stade e gli cedette la contea bremese di Stade, con le relative entrate. Enrico il Leone invase la contea di Holstein, il cui sovrano assente Adolfo III, un ex vassallo di Enrico, fu incolpato di fellonia. Nel frattempo, il figlio di Federico I, Enrico VI, che deteneva il trono imperiale, e le sue truppe si impadronirono della maggior parte dei possedimento Welfen di proprietà allodiale di Enrico il Leone intorno alla città di Brunswick, ma non la città stessa. Arrivato a Brema nel 1190, Enrico VI ritirò le regalie principesche di Arduico/Hartwig e lo costrinse all'esilio in Inghilterra e poi a Lüneburg, presso la corte Welfen, tornando dopo pochi anni. Enrico VI e Enrico il Leone raggiunsero un accordo di pace. Adolfo III riguadagnò l'Holstein, un feudo imperiale, e ottenne la contea di Stade, un feudo di Brema. Enrico VI concesse alla città di Brema tutte le entrate principe-episcopali riscosse nella città, come le multe pagabili al balivo (Vogt) del principe-arcivescovile di Brema, i pedaggi ei signoraggi della zecca.
Nel 1192 il capitolo di Brema non attese la destituzione papale di Arduico/Hartwig ed elesse, senza autorizzazione, il vescovo Valdemaro come suo nuovo principe-arcivescovo, incoraggiato da Enrico VI. Valdemaro accolse con favore la sua elezione, sperando che la sua nuova posizione potesse essere utile nella sua disputa con il duca Valdemaro di Schleswig e suo fratello maggiore Canuto VI di Danimarca. Prima di assumere la carica di principe-arcivescovile, Valdemaro ottenne il sostegno di Ditmarsch. Il duca Valdemaro e Canuto VI si resero conto della minaccia rappresentata dal neo principe arcivescovo e lo catturarono nel 1193, tenendolo in cattività fino al 1206.

### La ricomposizione, il ritorno alla cattedra arcivescovile, la crociata in Terra Santa e nel Baltico
Nel 1193 il figlio di Enrico il Leone, Enrico il Giovane, sposò una cugina di Enrico VI, Agnese, e nel marzo 1194 i due si riconciliarono. Così Arduico/Hartwig poté pensare di riconquistare la sede di Brema. Nel luglio 1194 Ulrico, principe-vescovo di Minden, e Rodolfo I, principe-vescovo di Verden negoziarono con il capitolo di Brema un accordo in base al quale Arduico/Hartwig poteva tornare alla sua sede. Arduico/Hartwig si impegnò a non dare in pegno o infeudare i proventi dei suoi possedimenti di principe-arcivescovo, qualsiasi feudo vassallo di Brema restituito (come Ditmarsh o la contea di Stade) o le entrate fiscali riscosse nelle città di Brema e Stade senza il consenso del capitolo.
I borghesi di Brema si rifiutarono di pagare ad Arduico/Hartwig le tasse dovute al principe-arcivescovo, sostenendo che Enrico VI avrebbe dovuto prima infeudare nuovamente Arduico/Hartwig. Anche Adolfo III si rifiutò di dare le tasse dalla contea bremese di Stade. Arduico/Hartwig scomunicò quindi Adolfo III e impose l'interdetto alla città di Brema e all'intera sua diocesi.
Nell'ottobre 1195 alla dieta di Gelnhausen Adolfo III e Arduico/Hartwig raggiunsero un accordo, che Enrico VI confermò. Adolfo III avrebbe continuato ad amministrare la contea di Stade e avrebbe trattenuto per sé un terzo di tutte le sue entrate. Nello stesso anno Arduico/Hartwig aveva convinto papa Celestino III a conferire gli stessi benefici spirituali ottenuti dai crociati tornati dalla Terra Santa anche ai cattolici in visita nella valle della Daugava occidentale.
Nel 1196 Arduico/Hartwig nominò il cistercense Bertoldo di Hannover, abate di Loccum, a coprire il posto vacante a Üxküll. Nel 1197 Arduico/Hartwig - insieme ad Enrico VI, Adolfo III e molti altri - si diresse verso la crociata in Terra Santa, che terminò prematuramente quando Enrico VI morì di malaria. Nel 1198 papa Innocenzo III riconfermò i privilegi di Celestino, mentre si preparava una spedizione in Livonia. Il principe arcivescovo Arduico/Hartwig reclutò un esercito di crociati sassoni che furono inviati in Livonia sotto il comando del vescovo Bertoldo nel 1198. L'esercito sassone incontrò un esercito livoniano e lo sconfisse, ma il vescovo fu ucciso durante la battaglia. Non scoraggiandosi, Arduico/Hartwig nominò un altro canonico di Brema, suo nipote Alberto di Buxhövden, come nuovo vescovo di Üxküll. Insieme reclutarono un altro grande esercito di cavalieri sassoni, inviando su tredici navi militari una spedizione di 500 pellegrini armati. Le campagne del vescovo Alberto ebbero più successo, rimuovendo la sua sede in un nuovo sito a Riga e fondando uno stato crociato vitale.

### Nella fazione Hohenstaufen e la morte
Nel 1198 passò alla fazione sostenente, nel contesto della lotta per il trono, Filippo di Svevia della stirpe Hohenstaufen in contrapposizione a Ottone di Brunswick della stirpe Welfen, accettando che la sua firma apparisse nella dichiarazione dei principi di Spira.
Nell'estate del 1199 rimase a lungo con il conte Adolfo III di Holstein, il margravio Ottone II di Brandeburgo e altri principi sul fiume Eider contro un esercito del re Canuto VI di Danimarca. Non ci fu alcuno scontro armato ed il conflitto si concluse con il ritiro dei danesi avvenuto senza spargimento di sangue.
Il principe arcivescovo Arduico/Hartwig morì il 3 novembre 1207. Arduico/Hartwig fu sepolto nella vecchia chiesa di San Angar (in tedesco Ev. Kirche St. Ansgarii) a Brema.